# Anatoli Isserowitsch Neischtadt
Anatoli Isserowitsch Neischtadt (russisch Анатолий Исерович Нейштадт, englische Transkription Anatoly Neishtadt; * 27. Juli 1950) ist ein russischer Mathematiker.
Neischtadt wurde 1976 an der Lomonossow-Universität promoviert und habilitierte sich dort 1990 (russischer Doktortitel) und wurde 1992 Professor. Er war 1975 bis 1987 am Institut für Medizintechnik und ab 1987 leitender Wissenschaftler und ab 1990 Leiter des Labors für nichtlineare und chaotische Dynamik des Instituts für Weltraumforschung der Russischen Akademie der Wissenschaften und 1999 bis 2007 Professor an der Lomonossow-Universität. Er ist seit 2007 außerdem Professor an der Loughborough University (er ist auch weiterhin am Institut für Weltraumforschung in Moskau).
Er war Gastwissenschaftler und Gastprofessor am Courant Institute, am Georgia Institute of Technology, der University of Texas at Austin, der University of California, Los Angeles, der University of Chicago, den Universitäten von Barcelona, Mailand, Bologna, Padua, Göttingen, Marseille und am Pariser Observatorium.
Neischtadt befasst sich mit dynamischen Systemen, Himmelsmechanik, nichtlinearen Schwingungen, Plasmen, Hydrodynamik, Störungstheorie, adiabatischen Invarianten und Bifurkationstheorie.
Er war 2005 bis 2014 Chefredakteur von Nonlinearity und war ab 1991 Herausgeber von Chaos.
1990 war er eingeladener Sprecher auf dem Internationalen Mathematikerkongress in Kyoto (Averaging and passages through resonances) und 2004 auf dem International Congress of Theoretical and Applied Mechanics in Warschau (Probability phenomena in perturbed dynamical systems).
2001 erhielt er den Ljapunow-Preis.

## Schriften (Auswahl)
- mit A. G. Medvedev, D. V. Treschev: Lagrangian tori near resonances of near-integrable Hamiltonian systems, Nonlinearity, Band 28, 2015, S. 2105–2130
- Averaging, passage through resonances, and capture into resonance in two-frequency systems, Uspekhi Mat. Nauk. (Russ. Math. Surveys), Band 69, 2014, S. 3–80
- mit S. Kuksin: On quantum averaging, quantum KAM, and quantum diffusion, Uspekhi Mat. Nauk. (Russ. Math. Surveys), Band 68, 2013, S. 145–158
- mit Wladimir Arnold, Valery Kozlov: Dynamical Systems III: Mathematical Aspects of Classical and Celestial Mechanics, Encyclopedia of Mathematical Sciences, Springer 2006 (zuerst 1987)
- Passage through a separatrix in a resonance problem with a slowly-varying parameter, Journal of Applied Mathematics and Mechanics, Band 39, 1975, S. 594–605
- The separation of motions in systems with rapidly rotating phase, Journal of Applied Mathematics and Mechanics, Band 48, 1984, S. 133–139
- mit A. Vasiliev: Change of the adiabatic invariant at a separatrix in a volume-preserving 3D system, Nonlinearity, Band 12, 1999, S. 303–320
- Change of an adiabatic invariant at a separatrix, Soviet J. of Plasma Physics, Band 12, 1986, S. 568–573
- Persistence  of stability loss for dynamical bifurcations, 2 Teile, Differential Equations, Band 23, 1987, S. 1385–1391, Band 24, 1988, S. 171–176